# Dzjochar Dudajev

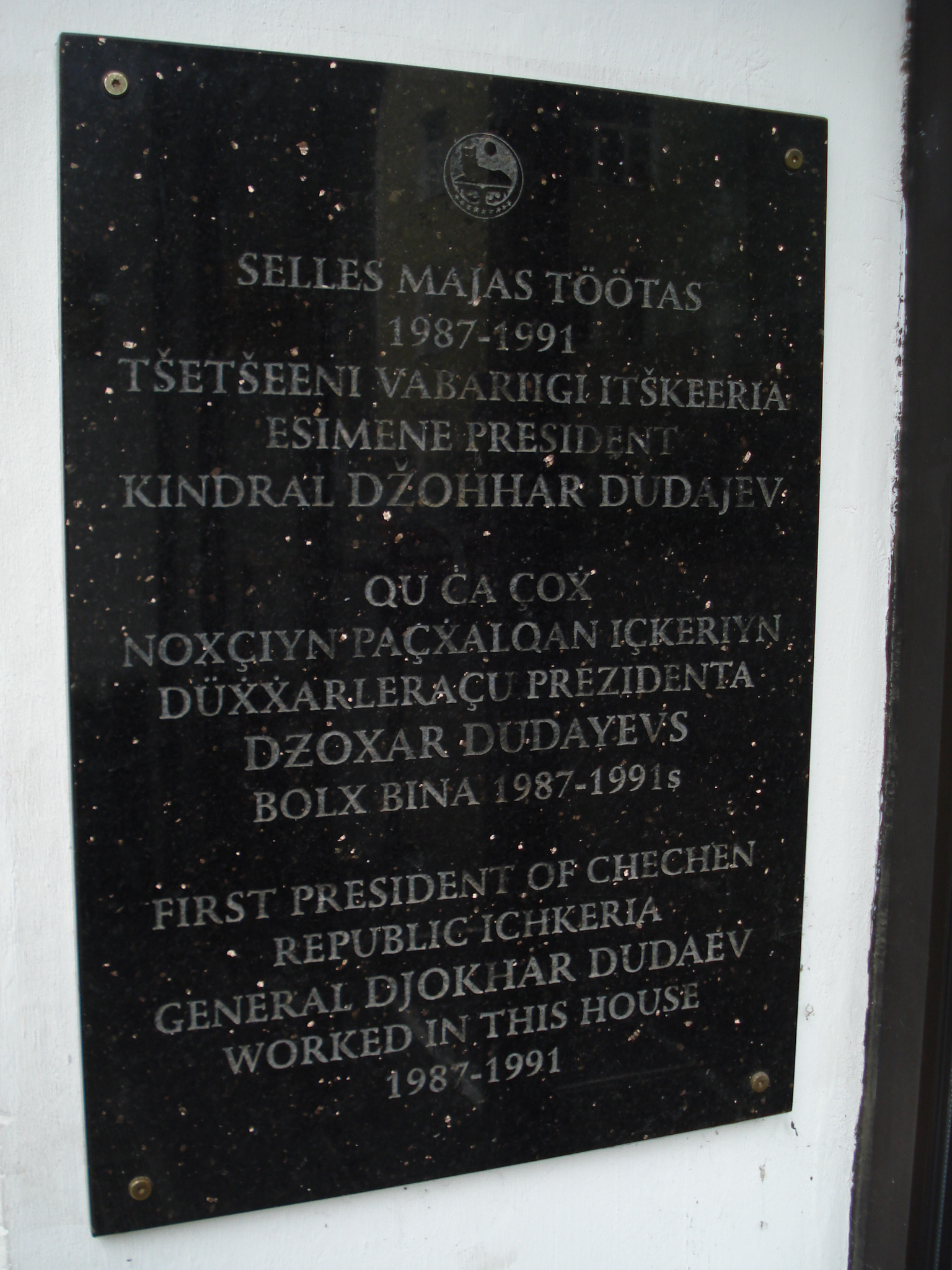
Plakett över Dzjochar Dudajev på Barclay Hotel i Tartu.

Dzjochar Dudajev, född 15 april 1944 i Jalchoroj i Tjetjensk-ingusjiska autonoma sovjetiska socialistrepubliken, död 21 april 1996 i Tjetjenska republiken Itjkerien, var en tjetjensk militär och politiker. Dudajev var general i Sovjetunionens flygvapen, innan han 1991 blev ledare för den tjetjenska självständighetsrörelsen.

## Biografi
Dzjochar Dudajev deporterades tillsammans med sina föräldrar och tiotusentals tjetjener till Kazakstan. Detta var en del av Sovjetregimens hämnd på tjetjenerna på grund av bristande lojalitet och att många tjetjener samarbetat med tyskarna under stora fosterländska kriget (1941–1945). Han var det trettonde barnet till veterinären Musa och Rabiat Dudajev. Han tillbringade sina 13 första år i intern exil i Kazakstan. År 1957 återvände familjen till Tjetjenien.
Dudajev utbildade sig vid flygvapenhögskolan i Tambov, där han avlade examen 1966. Han tjänstgjorde i det sovjetiska flygvapnet i Irkutsk och Ukraina. År 1968 blev han medlem i kommunistpartiet. År 1974 utexaminerades han från flygvapenakademin och förde sedan befäl över flygförband i Sibirien och i afghansk-sovjetiska kriget.
Åren 1987–1990 var Dudajev chef för bombflygplansbasen Raadi flygbas i Tartu i Estniska SSR. Efter hans död placerades en minnestavla över honom vid porten till hans arbetsplats, nuvarande Barclay hotell, i Tartu.
I april 1991 lämnade Dudajev Estland och återvände till Tjetjenien för att inleda sin politiska karriär. Redan i juni samma år proklamerade han Tjetjeniens oberoende och började sätta upp en armé. Detta negligerades av den sovjetiska ledningen, som hade mer akuta problem att ta hand om.
Dudajev valdes till president i ett ifrågasatt val och utropade ett självständigt Tjetjenien. Som en följd av detta utbröt det första Tjetjenienkriget i december 1994. Dudajev dödades i ett ryskt missilangrepp i april 1996. Han efterträddes av vicepresidenten Zelimchan Jandarbijev.